# Gorocwet
Gorocwet (bułg. Гороцвет) – wieś w Bułgarii, w obwodzie Razgrad, w gminie Łoznica. W 2023 roku liczyła 385 mieszkańców.